# Louis Harold Gray
Louis Harold Gray (10. listopadu 1905 – 9. července 1965) byl anglický fyzik, který pracoval především na účincích záření na biologické systémy, vynalezl radiobiologické pole. Mezi mnoha dalšími úspěchy definoval jednotku radiační dávky, která byla později pojmenována po něm jako jednotka SI, gray.

## Kariéra
V roce 1933 byl nemocničním fyzikem v nemocnici Mount Vernon v Londýně, roku 1936 vyvinul Braggovu-Grayovu rovnici, základ pro ionizační metodu dutiny pro měření absorpce energie gama zářením pomocí materiálů. V roce 1937 působil v nemocnici Mount Vernon, kde byl postaven předčasný generátor neutronů. V roce 1938 studoval biologické účinky neutronů pomocí generátoru. Roku 1940 připravil rozvinutou koncepci RBE (relativní biologická účinnost) dávek neutronů. V roce 1952 zahájil výzkum buněk v hypoxických nádorech a hyperbarickém kyslíku. V roce 1953 založil Grayovu laboratoř v nemocnici Mount Vernon. Mezi lety 1953 a 1960 Jack W. Boag vyvinul pulsní radiolýzu pod vedením Graye. Roku 1962 Ed Hart z Argonne National Laboratory a Jack Boag objevili hydratovaný elektron pomocí pulzní radiolýzy v Grayově laboratoři. Tento objev zahájil nový směr výzkumu, který je dnes velmi aktivní a je nezbytný pro pochopení účinků záření na biologické tkáně, například při léčbě rakoviny.